# União Suzano AC
União Suzano AC, ook bekend als USAC is een Braziliaanse voetbalclub uit Suzano, in de deelstaat São Paulo.

## Geschiedenis
De club werd opgericht in 1969 als CA Paulista. Na een tijd op regionaal niveau te spelen werd begin jaren tachtig een stadion gebouwd en de club ging in 1982 in de derde klasse spelen van het Campeonato Paulista, waar de club speelde tot 1987. In 1989 werd ook de huidige naam aangenomen en ging de club na een jaar afwezigheid in de competitie in de vierde klasse spelen. Na twee seizoenen promoveerde de club naar de derde klasse. Hier speelde de club drie seizoenen en degradeerde dan weer. In 1994 moest de club niet terug in de vierde, maar in de heringevoerde vijfde klasse aan de slag, waar de club tot 2000 speelde. Nadat ze enkele jaren geen profvoetbal speelden keerden ze in 2006 terug naar de Segunda Divisão, waar nu ook stadsrivaal ECUS speelde. De club speelde meestal in de kelder van het klassement. In 2013 beleefde de club een goed seizoen en bereikte de derde groepsfase. In 2016 trok de club zich terug uit de Segunda Divisão en ging in de nieuwe Taça Paulista spelen. In de eerste editie bereikte de club de kwartfinale. In 2019 keerde de club terug naar de Segunda Divisão en bereikte de tweede ronde.